# NGC 3839
NGC 3839 је спирална галаксија у сазвежђу Лав која се налази на NGC листи објеката дубоког неба.
Деклинација објекта је + 10° 47' 4" а ректасцензија 11h 43m 54,4s. Привидна величина (магнитуда) објекта NGC 3839 износи 13,2 а фотографска магнитуда 13,8. NGC 3839 је још познат и под ознакама UGC 6700, MCG 2-30-24, CGCG 68-48, IRAS 11413+1103, PGC 36475.